# منتخب كرواتيا تحت 19 سنة لكرة القدم
منتخب كرواتيا تحت 19 سنة لكرة القدم هو الممثل الرسمي لكرواتيا في بطولات كرة القدم تحت 19 سنة. يشارك الفريق في بطولة أوروبا تحت 19 سنة لكرة القدم التي تقام كل عامين.

## وصلات خارجية
- Under-21 معلومات عامة عن المنتخب الكرواتي
- U-23/U-21 Tournaments
- Croatia youth teams players' statistics تابعة لموقع الاتحاد الكرواتي لكرة القدم